# Liste de jeux vidéo Donkey Kong
La liste de jeux vidéo Donkey Kong répertorie les jeux de la série Donkey Kong, les jeux où Donkey Kong est simplement jouable, ainsi que ceux où il apparaît seulement.

## En tant que personnage jouable
| Nom                               | Version(s) | Notes |
| --------------------------------- | --- | --- |
| la série Mario Kart               | Super Mario Kart sur Super Nintendo Mario Kart 64 sur Nintendo 64 Mario Kart: Super Circuit sur Game Boy Advance Mario Kart: Double Dash!! sur GameCube Mario Kart DS sur Nintendo DS Mario Kart Wii sur Wii Mario Kart 7 sur Nintendo 3DS Mario Kart 8 sur Wii U | Donkey Kong, Donkey Kong Jr., Diddy, et Funky Kong font partie des conducteurs jouables.                    |
| la série des Mario Party          | Mario Party sur Nintendo 64 Mario Party 2 sur Nintendo 64 Mario Party 3 sur Nintendo 64 Mario Party 4 sur GameCube Mario Party 5 sur GameCube Mario Party 6 sur GameCube Mario Party 7 sur GameCube Mario Party Advance sur Game Boy Advance Mario Party 8 sur Wii Mario Party DS sur Nintendo DS Mario Party 9 sur Wii Mario Party: Island Tour sur Nintendo 3DS Mario Party 10 sur Wii U | Donkey Kong fait partie des différents personnages jouables jusqu'au cinquième épisode.                     |
| la série des Super Smash Bros.    | Super Smash Bros. sur Nintendo 64 Super Smash Bros. Melee sur GameCube Super Smash Bros. Brawl sur Wii Super Smash Bros. for Nintendo 3DS / for Wii U sur Nintendo 3DS et Wii U Super Smash Bros. Ultimate | Donkey Kong fait partie des cinq volets, alors que Diddy Kong apparaît à partir de Super Smash Bros. Brawl. |
| la série des jeux de sports Mario | Mario Tennis sur Game Boy Color Mario Tennis: Power Tour sur Game Boy Advance Mario Power Tennis sur GameCube Mario Tennis Open sur Nintendo 3DS | Donkey Kong, Donkey Kong Jr. et Diddy font partie des différents joueurs possibles.                         |
| la série des jeux de sports Mario | Mario Golf sur Nintendo 64 Mario Golf: Advance Tour sur Game Boy Advance Mario Golf: Toadstool Tour sur GameCube Mario Golf: World Tour sur Nintendo 3DS | Donkey Kong et Diddy font partie des différents personnages jouables.                                       |
| la série des jeux de sports Mario | Mario Smash Football sur GameCube Mario Strikers Charged Football sur Wii | Donkey Kong et Diddy font partie des différents personnages jouables.                                       |
| la série des jeux de sports Mario | Mario Slam Basketball sur Nintendo DS | Donkey Kong, Diddy et Dixie font partie des basketteurs jouables.                                           |
| Skylanders                        | Skylanders Superchargers | Donkey Kong est jouable en figurine Skylanders qui est aussi une figurine amiibo                            |

## Apparitions
| Nom                                        | Plate(s)-forme(s)                    | Date        | Détails |
| ------------------------------------------ | ------------------------------------ | ----------- | --- |
| Pinball                                    | NES                                  | 1984        | Dans un tableau secret, vous jouez un Mario rebondissant, qui doit délivrer Pauline.                                                                                           |
| Punch Out / Super Punch Out                | Arcade / Super Nintendo              | 1984 / 1994 | DK apparait dans la foule, ainsi que Mario et Luigi. |
| Family Basic                               | NES                                  | 1984        | Dans les différents modes de jeu, vous pourrez retrouver les sprites des lianes, échelles, tonneaux, boules de feu, Pauline et Mario de Donkey Kong.                           |
| Ping Pong                                  | NES                                  | 1988        | DK Jr. apparait dans la foule. |
| F1 Race                                    | Game Boy                             | 1990        | DK apparait au début de la course no 9 ainsi que dans la séquence de fin. |
| Tetris                                     | NES                                  | 1991        | DK apparait jouant du tambour dans un orchestre dans une animation qui apparait si vous terminez le jeu B, vitesse 9 niveau 5.                                                 |
| NES Open Tournament Golf                   | NES                                  | 1991        | DK tient un stand de jeu d'argent |
| Super Mario RPG: Legend of the Seven Stars | Super Nintendo                       | 1996        | Deux ennemis (Guerilla et Chained Kong) reprennent les sprites de Donkey Kong Country. On trouve également un niveau où Mario doit grimper et sauter par-dessus des barriques. |
| EarthBound: Head into the Onett            | Super Nintendo                       | 1994        | Dans les salles d'arcade, on reconnait le jeu Donkey Kong sur les écrans. |
| Kirby Super Star                           | Super Nintendo                       | 1996        | Dans un des niveaux, le trésor s'appelle "Kong's Barrel" (le tonneau de Kong).                                                                                                 |
| Goldeneye 007                              | Nintendo 64                          | 1997        | L'un des cheat modes s'appelle 'DK mode' et donne au joueur des grands bras et une grosse tête, à l'image d'un gorille.                                                        |
| Picross NP Vol.8                           | Super Nintendo                       | 2000        | Dans le Character Mode, on retrouve tous les personnages et objets de Donkey Kong Country. DK apparait également sur la page titre.                                            |
| Banjo-Tooie                                | Nintendo 64                          | 2001        | Speccy, l'un des enfants du jeu, joue avec une poupée DK. Et on retrouve les logos de nombreux jeux Rare dans les magnets collés sur le frigo, dont Donkey Kong Country.       |
| Mario and Luigi: Superstar Saga            | Game Boy Advance                     | 2003        | Luigi est prisonnier dans une machine à barriques, et Mario doit aller le sauver en sautant par-dessus.                                                                        |
| Mother 1 + 2                               | Game Boy Advance                     | 2003        | Dans les salles d'arcade, on reconnait le jeu Donkey Kong sur les écrans. |
| Banjo-Kazooie                              | Game Boy Advance                     | 2003        | On retrouve de nombreuses références à Donkey Kong Country. |
| Pokémon Stadium 2                          | Nintendo 64                          | 2001        | On peut décorer sa chambre avec de nombreux screenshots de jeux Nintendo, dont les écrans de Donkey Kong.                                                                      |
| Daigasso! Band Brothers                    | Nintendo DS                          | 2004        | On retrouve les musiques du Donkey Kong original. |
| Wario Ware                                 | Game Boy Advance / Nintendo DS / Wii | 2005        | Dans WarioWare, Inc., WarioWare: Twisted, WarioWare: Touched ou WarioWare: Smooth Moves, de nombreux mini-jeux sont basés sur Donkey Kong, Donkey Kong Jr. et Donkey Kong 3.   |
| Tetris DS                                  | Nintendo DS                          | 2006        | Parmi les nombreux thèmes et tableaux de cette version, DK apparait dans les décors de ses premières versions.                                                                 |
| Punch Out!!                                | Wii                                  | 2009        | DK est un personnage caché jouable. |
| Mario et Sonic aux Jeux olympiques d'hiver | Wii                                  | 2009        | DK est un personnage puissant jouable. |